# Фрезе, Александр Устинович
Алекса́ндр Усти́нович (Алекса́ндр Ю́стус) Фре́зе (3 апреля (15 апреля) 1826, Ревель — 4 февраля (16 февраля) 1884) — один из первых профессоров психиатрии в России, основатель и первый директор Казанской окружной лечебницы для душевнобольных.

## Биография
Родился семье ревельского обер-пастора Фрезе Юстус Бенедикт (Frese Justus Benedict, 1796—1861).
Окончив гимназию в 19 лет, он 2,5 года изучал медицину в Дерптском университете (сегодня Тартуский университет), а затем переехал в Москву и получил там в 1851 году звание врача.
Провёл несколько лет на частной службе, у помещика Коншина в Калужской губернии.
В 1854 году он возвратился в Москву и вскоре занял место ординатора в Преображенской больнице для душевнобольных, где начал изучать психиатрию под руководством опытного психиатра доктора Саблера. В 1855 году Фрезе открыл в Москве частную лечебницу для душевнобольных, которую и содержал в течение 7 лет. Проведя в 1857 году 4 месяца в Германии, Голландии и Англии для изучения лучших учреждений для душевнобольных, Фрезе в 1858 году защитил в Московском университете диссертацию под заглавием «De paralysi generali sive dementia paralytica». Этот период специализации Фрезе в психиатрии как раз совпал с развитием забот высшей медицинской администрации о лучшей постановке в России дела попечения о душевнобольных. Появившееся в 1862 году сочинение А. У. Фрезе «Об устройстве домов умалишённых» обратило на себя внимание, и Фрезе в этом же году был командирован на 1,5 года за границу для ознакомления со всеми подробностями устройства и администрации психиатрических заведений.
Ещё до командировки он был намечен на пост директора Казанского окружного дома умалишённых, для чего был вызван в Петербург и принимал участие в трудах особой комиссии под председательством директора медицинского департамента Е. В. Пеликана. Комиссия эта имела задачей окончательно выработать проект «окружных домов», задуманных ещё в 1844 для замены печально известных «губернских сумасшедших домов», известных также под именем «жёлтых домов». Проекты 8 окружных домов были разработаны к 1856 году, но постройка их замедлилась, а к 1862 году проекты оказались устаревшими, и потребовался их радикальный пересмотр. В 1862 году было окончательно решено построить в виде опыта первый окружной дом в Казани для потребностей семи смежных губерний, и произведена закладка, хотя планы построек не были выработаны окончательно. В 1864 Фрезе был назначен директором будущего заведения и летом того же года прибыл в Казань для наблюдения за постройкой возводимых зданий. В 1869 году окружной дом был, наконец, освящён и открыт, а затем в через несколько лет переименован в окружную лечебницу во имя Божией Матери всех скорбящих.
Время строительной и административной деятельности не было потерянным для целей избранной доктором Фрезе специальности. В марте 1866 года он был избран советом доцентом психиатрии, и с этого года начинается его преподавательская деятельность. Ещё до постройки психиатрической клиники преподавание психиатрии в университете проводилось на базе Казанской окружной лечебницы во имя Божьей Матери Всех Скорбящих, которая была открыта и начала функционировать под руководством А. У. Фрезе в 1867 году (строительство основного корпуса длилось с 1862 по 1869 год). В то время А. У. Фрезе становится одновременно и её первым директором, и первым заведующим кафедрой психиатрии с 1872 года в качестве ординарного профессора медицинского факультета Казанского университета и оставался в этой должности до своей смерти. Совмещение двух постов — директора лечебницы и профессора университета — было единственным в истории окружной лечебницы. После смерти А. У. Фрезе эти должности больше никогда не объединялись в одном лице.
Мемориальная доска
На здании психиатрической больницы в Казани по ул. Николая Ершова, дом 49 установлена мемориальная доска.

В этой клинике с 1869 по 1884 год работал её основатель, выдающийся профессор-психиатр Александр Устинович Фрезе.

Александр Фрезе, в 57 лет погибший от руки душевнобольного, проповедовал оригинальные, щадящие методы лечения. Ныне психиатрическая клиника носит статус республиканской психиатрической больницы. Установка мемориальной доски произошла незадолго до 135-летия этого учреждения.
Похоронен А. У. Фрезе в Казани на Лютеранском кладбище.

## Научная деятельность
Научная деятельность А. У. Фрезе как психиатра проходила во времена становления психиатрии. В то время уже существовало сильное стремление войти в область анатомо-физических основ душевной деятельности и её патологии, содержание же накопленного материала наблюдений было в значительной мере умозрительное и касающееся внешних проявлений болезни. Тем не менее, как видно из приводимого ниже списка трудов А. У. Фрезе, он до конца жизни участвовал в разработке своей специальности, как в русской, так и в немецкой литературе. В частности, Фрезе принадлежит идея о рефлекторном характере психических процессов. Рассматривая психическую деятельность как результат специфического проявления деятельности не только мозга, но и организма в целом, он в 1881 г. писал: «Первое условие возникновения вообще душевных болезней — живой организм… Никому не удавалось наблюдать душевные явления, возникающие сами по себе, то есть независимо от данного организма». Развивая идеи Мудрова, Саблера, Сеченова, Боткина, Фрезе пришёл к выводу, что активная целенаправленная деятельность мозга основана на специфической взаимосвязи его с окружающим миром.
Фрезе дал общее определение душевного расстройства как болезни головного мозга, подчеркнув, что:

… существует целый ряд мозговых болезней, никем не признаваемых за душевное расстройство… Чтобы известная болезнь головного мозга могла быть признаваемая душевным расстройством, чтобы её отличить от всех остальных болезней того же организма, необходимо придаточное, или добавочное определение… Душевное расстройство есть не что иное, как уклонение от закона взаимозависимости… душевным расстройством будет то болезненное состояние головного мозга, которое в сфере душевной деятельности сопровождается нарушением логического отношения человека к миру… Душевное расстройство не есть отражение каких бы то ни было душевных способностей, но представляет собой лишь более или менее явное, своеобразное изменение сознательной жизни человека.

## Общественная деятельность
Получая значительное содержание, он много помогал бедным и ничего почти не оставил своей семье; получая в университете добавочное вознаграждение за чтение лекций юристам, он отдавал его целиком на нужды юридической библиотеки. Будучи присяжным заседателем Казанской городской Думы, А. У. Фрезе был инициатором и горячим деятелем по устройству в Казани в 1872 году воспитательно-исправительного приюта на 100 детей.

## Семья
У Александра Устиновича была дочь, Фрезе Елизавета Александровна, выпускница Мариинской гимназии в Казани, окончившая её с золотой медалью (1869—1870 учебный год), в дальнейшем, «пожелавшая посвятить свою жизнь делу воспитания слепых детей для изучения способов и приемов обучения слепых детей в западных странах». На собственные средства она прошла стажировку в Дрезденском институте для слепых, и, вернувшись, приступила к обучению слепых детей в приюте принца Ольденбургского, открытого при богадельне Московского Дамского попечительства о бедных. В 1882 году открылось Московское учебно-воспитательное заведение для слепых детей и Е. А. Фрезе была приглашена туда для дальнейшей работы.